# Club MTV
Club MTV (pierwotnie MTV Dance) – brytyjski kanał telewizyjny poświęcony elektronicznej muzyce tanecznej. Należy do międzynarodowej sieci MTV Networks. Rozpoczął nadawanie w 2001 roku. Od 7 marca 2008 roku kanał dostępny jest w polskich sieciach kablowych zastępując kanał MTV Base. Tematyką muzyki tanecznej w MTV początkowo zajmował się nieistniejący już kanał MTV Extra.
1 czerwca 2020 r. europejska wersja MTV Dance przeszła rebranding w Club MTV. Wcześniej, 23 maja 2018 r. nazwę zmieniła wersja brytyjska.
O zmianie nazwy stacji zdecydowała RRTV (Rada ds. Radiofonii i Telewizji) na posiedzeniu 7 kwietnia 2020 r. na wniosek nadawcy MTV Networks.
20 lipca 2020 r. brytyjska wersja wraz z MTV Rocks i MTV OMG została wyłączona.
1 lipca 2021 r. wersja paneuropejska zakończyła nadawanie w Rosji i Wspólnocie Niepodległych Państw wraz z kanałem MTV Hits.
W lipcu 2025 roku Paramount Global poinformował o planowanym zakończeniu nadawania kanału pod koniec 2025 roku.